# 伊能繁次郎
伊能 繁次郎（いのう しげじろう、1901年〈明治34年〉3月10日 - 1981年〈昭和56年〉6月12日）は、日本の運輸官僚・政治家。運輸事務次官に任じられたのち国政に転身し、参議院議員となり、防衛庁長官などを歴任した。

## 経歴
千葉県佐原町（現在の香取市）川岸に生まれる（ただし、本籍は同県中山村北方（現在の市川市北方）にあった）。
第四高等学校・東京帝国大学英法学科を経て、1926年（大正15年）に鉄道省入省（東鉄局書記）、1935年（昭和10年）より在外研究員として欧米各国の交通事情を調査、帰国後の1939年（昭和14年）には鉄道監察官に任じられる。
その後、1943年（昭和18年）運輸通信省書記官兼大臣官房文書室長、翌年には門司鉄道管理局長を歴任、戦後には運輸省鉄道総局長官となった。1948年（昭和23年）に政界に転じた佐藤栄作の後任として運輸事務次官に任じられ、1951年（昭和26年）退官して日本乗合自動車協会会長となったが1952年（昭和27年）の第25回衆議院議員総選挙に自由党の公認を受けて千葉1区から立候補し、初当選を果たす。だが、翌1953年（昭和28年）の第26回衆議院議員総選挙では次点で落選した。
1954年（昭和29年）に行われた参議院千葉選挙区の補欠選挙に立候補して当選、第4回参議院議員通常選挙でも再選された（通算2期）。1960年（昭和35年）第29回衆議院議員総選挙に今度は選挙区を千葉2区に移して立候補して当選、以後5期連続（通算6期）当選した。
1955年（昭和30年）には運輸政務次官、1959年（昭和34年）には第2次岸内閣の防衛庁長官を務めた。
この他に自由民主党参議院幹事長、自由民主党オリンピック準備特別委員長、衆議院議院運営・内閣・地方行政の各委員長、及び日本乗合自動車協会長などを歴任した。これは、官僚時代に上司であった佐藤栄作の信任が厚かったことによるものといわれている。
1971年（昭和46年）11月の秋の叙勲で勲一等に叙され、瑞宝章を受章する。1976年（昭和51年）に政界から引退する。
1981年（昭和56年）6月12日、死去した。80歳没。同月26日、特旨を以て位三級を追陞され、死没日付をもって正五位から従三位に叙され、銀杯一組を賜った。